# The Valiants of Virginia

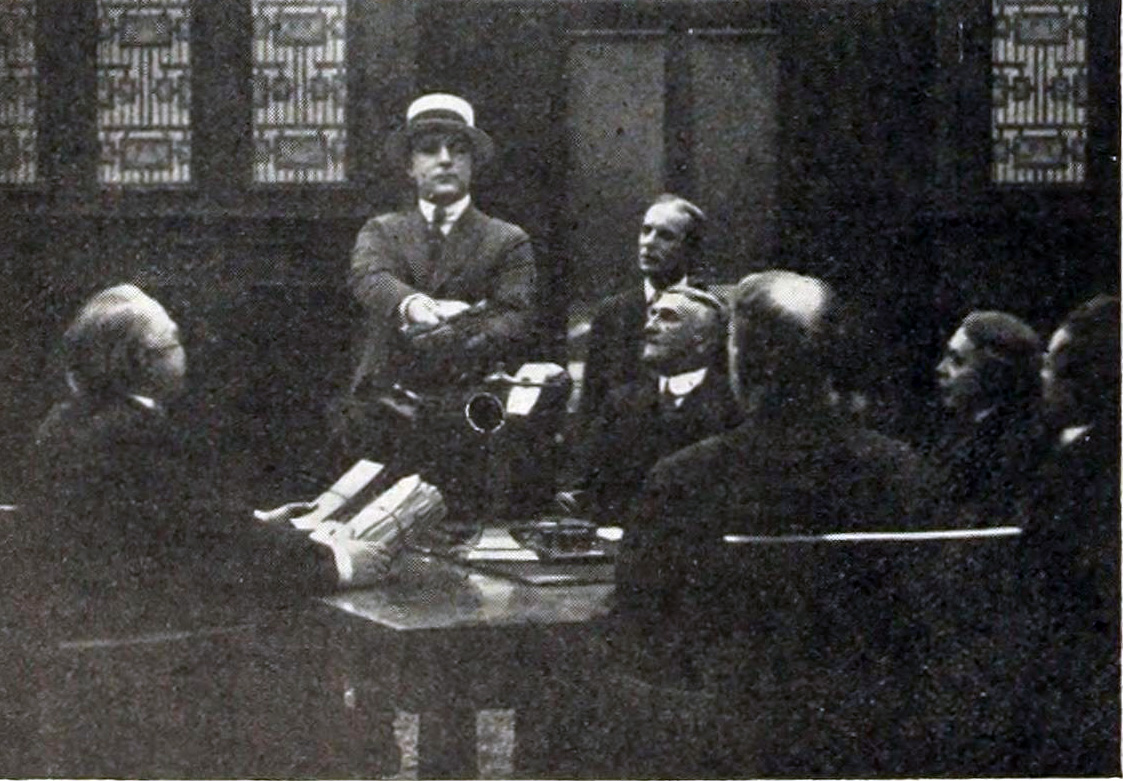
The Valiants of Virginia (1916)

The Valiants of Virginia est un film muet américain réalisé par Thomas N. Heffron et sorti en 1916.

## Fiche technique
- Réalisation : Thomas N. Heffron
- Scénario : Hallie Erminie Rives, d'après son roman
- Assistant-réalisateur : Vernon Snively
- Date de sortie : 
  - États-Unis : 26 juin 1916

## Distribution
- Kathlyn Williams : Shirley Dandridge
- Arthur Shirley : John Valiant
- Edward Peil Sr. : Edward Sassoon
- Virginia Kraft : Judith Fairfax
- Guy Oliver : Major Bristow
- Fred Carufel : Tom Dandridge
- Billy Jacobs : John Valiant, à l'âge de cinq ans
- Edith Johnson : Katherine Fargo
- Al W. Filson : Andrew Fargo
- James Bradbury Sr. : Jefferson
- Harry Lonsdale : Sedgwick
- Frank Clark